# 南河镇 (谷城县)
南河镇，是中华人民共和国湖北省襄阳市谷城县下辖的一个乡镇级行政单位。

## 行政区划
南河镇下辖以下地区：
白水峪村、干峰村、熊家湾村、东坪村、莲花峪村、龙滩村、万兴村、大谷峪村、温坪村、苏区村、三岔村、阳峪村、汉峰村、兴隆村、观音沟村、罗坪村、笋峪村、九里坪村和岛岩沟村。